# Utetes longiorifemur
Utetes longiorifemur är en stekelart som först beskrevs av Fischer 1973.  Utetes longiorifemur ingår i släktet Utetes och familjen bracksteklar. Inga underarter finns listade i Catalogue of Life.